# Quindici

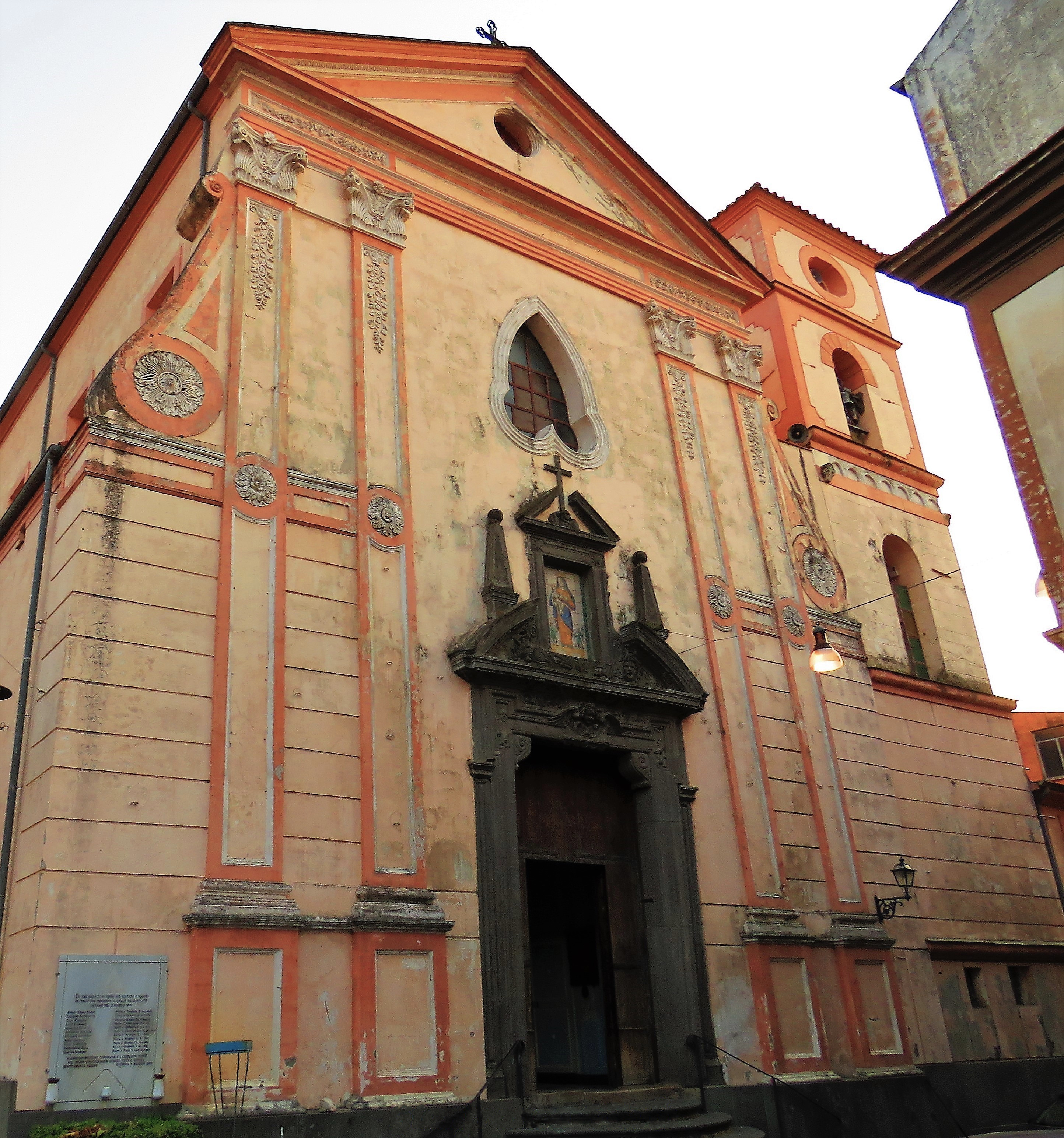
Iglesia de S. Maria Delle Grazie

Quindici es uno de los 119 municipios o comunas ("comune" en italiano) de la provincia de Avellino, en la región de Campania. Con cerca de 1.894 habitantes, según el ISTAT de 2018, se extiende por una área de 23 km², teniendo una densidad de población de 82,35 hab/km². Linda con los municipios de Bracigliano, Forino, Lauro, Moschiano, Sarno, Siano.

## Demografía
| Gráfica de evolución demográfica de Quindici entre 1861 y 2001 |
|                                                                |
| Fuente ISTAT - elaboración gráfica de Wikipedia                |

- Datos: Q55084
- Multimedia: Quindici / Q55084

1. ↑  Worldpostalcodes.org, código postal n.º 83020.
2. ↑  «Codici Catastali». Comuni-italiani.it (en italiano). Consultado el 29 de abril de 2017.